# 平岡千代照
平岡千代照、カルロス千代照平岡(Carlos_Hiraoka かるろす ちよてる ひらおか、1914年(大正3年)6月1日 - 2004年(平成16年)3月23日) はペルーに定住した日本人ビジネスマンであり、Importaciones Hiraoka S.A.C.の創設者。ペルーの実業家、政治家。ペルー日系人協会会長。熊本県人会名誉会長。ペルー国内の日系人社会の発展や、日秘交流にも貢献した。1959年から1962年までアヤクチョ県フアンタ市の市長を務めた。
熊本県八代郡氷川町出身。

## 生涯

### 生い立ちと来秘
1914年 - 6月1日(大正3年6月1日)熊本県八代郡（現・氷川町）で生まれる。
歯科医の資格を取得したのち、1933年に兄ルイス・ヒラオカの勧めでペルーに移住した。1934年には家庭の事情により一度帰国したが、1936年に再びペルーへ戻った。

### 初期の仕事
移住当初はスペイン語が話せなかったため歯科医として働くことができず、様々な仕事で生計を立てた。1938年には、アヤクチョの商人ホセ・イシカワが経営するチェーン店で働き始め、1939年に25歳でフアンタ市の新店舗の管理者に昇格した。
アンデス山間部の小都市ワンタで商店の番頭を経て独立、手芸用品店を構えた。ワンタは当時、内陸で産出するコーヒーやカカオ豆、フルーツなどの集積地であった。その販売手法は独特で、持ち合わせのない農民には無利子のクレジット販売を行い、必ず針1本などささやかな 「おまけ」を付けた。個人商店ながら正装で接客し、身分の違う顧客に分け隔てなく丁寧に接した。

### 政治活動
ヒラオカはフアンタでスペイン語とケチュア語を学び、現地文化にも順応し、地域住民の信頼を得た。1959年にはフアンタ市長に選出され（当時の大統領はフェルナンド・ベラウンデ・テリー）、インフラ整備や教育、文化振興に尽力した。

### 家族
フアンタで出会ったローサ・トーレス・ガルバンと結婚し、彼女との間に8人の子ども（カルロス、ビダル、ラウル、ギジェルモ、ルイス、ヘスス、カルメン、マルタ）をもうけた。

### 実業家として
その後リマに移住し、1964年に「Importaciones Hiraoka S.A.C.」を創業。当初は様々な商品を取り扱っていたが、のちに家電製品専門へと転換。企業は国内大手の一つとなり、ヒラオカはペルーで最も著名な日系実業家の一人とされた。
首都リマに本社ビルを建て、ガラス製品、衣料品、スポーツ用品と商材を替え、学用品と玩具を販売 してから経営が上向いた。平行して小型ラジオと腕時計の販売を開始。
1968年 - 松下電器(現パナソニック)製品の取り扱いを期に本格的に家電量販店としての道を歩みだした。
現在ではペルーを代表する家電量販店として知られる。

### 死去
2004年3月23日、リマにて死去。享年89歳。

## Importaciones Hiraoka S.A.C.
Importaciones Hiraoka S.A.C.ペルーを代表する家電量販店の草分け。圧倒的な品揃えと接客のよさで同業他社をリードする 。ペルー国内での売上・知名度も高い。20代前半で日本から移民し、一代で事業を興した創業者の理念を受け継ぎ、幅広い経済層の顧客の満足度を第一に掲げた経営姿勢は、店舗設計、品揃え、接客、広報、人事、アフターサービスなど事業の端々にまで浸透し、効率重視にまい進する同業他社とは一線を画する。

## 社会貢献
ペルー日系人協会会長、熊本県人会名誉会長などを歴任し、日系社会の発展に尽力した。
また、自身の功績を記念し、リマ市のペルー日系人協会敷地内には「日本人ペルー移住史料館『平岡千代照』」が設置されている。館内では、日本人移民の歴史や日秘交流に関する展示が行われており、観光・教育施設として機能している。
出身地である熊本県氷川町には、平岡の寄付により「平岡カルロス千代照 竜北西部学童保育所」が建設され、地域の子ども支援にも貢献している。また、氷川町では平岡の波乱に満ちた生涯を描いた絵本「あきらめなければ夢はかなう」を制作し、子どもたちに夢と希望を与える教育活動として、学童保育などで読み聞かせを行っている。
- 日系ペルー人
- ペルーにおける日本人移民
- Importaciones Hiraoka（スペイン語）